# Jesús Capitán
Jesús Capitán Prada mais conhecido como Capi (Camas, 26 de março de 1977) é um futebolista espanhol, que atua como atacante.
Integrou o Real Betis, Granada e Xerez.